# 경제 비타민
《경제 비타민》은 2006년 11월 20일부터 2008년 11월 13일까지 방송된 경제 전문 예능 프로그램이다.

## 경제 비타민 역사
- 원래 월요일 저녁 8시 50분에 방송되었지만 1TV에서 방송되었던 대하사극 대왕 세종이 2008년 KBS 봄 개편 때 2TV로 이동되면서 생긴 개편[1]에 따라 그 해 4월 3일부터 목요일로 이동하였으나 결국 2008년 KBS 가을 개편에 따라 폐지되었다.

## 기획 의도
우리나라 국민들의 소망 1위, 누구나 돈 걱정 없는 부자 되기!! 동서고금, 남녀노소를 막론한 최대의 관심사 돈! 하지만 삼각함수보다 더 어려운 것이 바로 돈 버는 공부! 행복한 부자 되기를 위한 핵심노하우를 더 쉽게! 재미있게! <경제 비타민>에서 알려준다! 통장 잔고 뿐 아니라 마음까지 넉넉해지는 대한민국 대국민 부자 만들기 프로젝트!! 경제 비타민!

## 프로그램 내용
- 황금돼지 배 경제 王선발대회 : 아는 것이 돈이다! 경제와 퀴즈의 절묘한 조합! 복잡한 경제를 쉽고 새롭게 접목시킨~지상 최대, 신개념 경제 퀴즈 쇼! 머리에 쏙쏙! 알면 도움되는 경제상식과 두 눈에 팍팍! 실생활과 접목된 실물경제까지~ 16명의 스타들이 1단계 100만 원부터 7단계 1000만 원까지 문제를 풀고 가장 많은 금액을 적립한 사람이 경제 王에 등극한다. 재미와 정보를 한 방에! 황금돼지 배 경제 王 선발대회!

## 방송 시간
| 방송 채널 | 방송 기간                           | 방송 시간                       | 방송 분량 |
| --------- | ----------------------------------- | ------------------------------- | --------- |
| KBS 2TV   | 2006년 11월 20일 ~ 2007년 10월 29일 | 매주 월요일 저녁 8:55 ~ 밤 9:55 | 1시간     |
| KBS 2TV   | 2007년 11월 5일 ~ 2008년 3월 24일   | 매주 월요일 저녁 8:50 ~ 밤 9:55 | 55분      |
| KBS 2TV   | 2008년 4월 3일 ~ 2008년 11월 13일   | 매주 목요일 저녁 8:55 ~ 밤 9:55 | 1시간     |

## 역대 진행자
- 1대 - 신동엽, 정은아 : 2006년 11월 20일 ~ 2007년 10월 29일
- 2대 - 신동엽, 진양혜 : 2007년 11월 5일 ~ 2008년 4월 10일
- 3대 - 남희석, 진양혜 : 2008년 4월 17일 ~ 2008년 4월 24일
- 4대 - 박명수, 진양혜 : 2008년 5월 1일 ~ 2008년 11월 13일